# Saint-Julien-Gaulène
Saint-Julien-Gaulène è un comune francese di 208 abitanti situato nel dipartimento del Tarn nella regione dell'Occitania.

## Società

### Evoluzione demografica
Abitanti censiti